# Gustave Delory
Gustave Delory (1857-1925) fue un político socialista francés.
Gustave Delory fue el tercer alcalde socialista en la historia de Francia,  tras Christophe Thivrier, nombrado alcalde de Commentry (Allier) en 1882 y Henri Carett nombrado alcalde de  Roubaix (Norte) en 1892. Delory  fue nombrado alcalde de Lille, ciudad del norte de Francia de la región Hauts-de-France, en 1896. 
Formó parte del Partido Obrero Francés y fue miembro de la Lira de los Trabajadores (La Lyre des Travailleurs), coro del partido. El 
15 de junio de 1888, Gustave Delory, que estaba interesado en que la coral ampliara su repertorio de canciones socialistas y obreras, se sintió atraído por el verso titulado La Internacional publicado en el libro de Pottier Cantos Revolucionarios y encargó a Pierre Degeyter, miembro del partido, que ya tenía una buena reputación de compositor, su musicalización, indicándole que hiciera algo de ritmo vivo y arrebatador. El resultado fue la canción titulada La Internacional que se convirtió en  la canción más famosa del Movimiento obrero, considerándose  el himno oficial de los trabajadores del mundo entero y de la mayoría de los partidos socialistas y comunistas así como de algunas organizaciones anarquistas.

## Biografía
Gustave Delory  nació en 10 de septiembre de 1857 en el distrito de Saint-Sauveur de la población de Lille en región Hauts-de-France (Francia), en el seno de una familia de trabajadores textiles. Estudió en la escuela del lugar hasta 1869, cuando con once años de edad tuvo que dejar la escuela para comenzar a trabajar de aprendiz de diferentes especialidades de la industria textil. En 1873 se incorporó a la  "Fraternelle Lille," siendo, algún tiempo después, despedido por razones desconocidas y quedándose sin trabajo.
Junto con Gustave Jonquet funda  el  "Syndicat des filtiers" (Sindicato de hiladores).  Realizó varios trabajos como reparador de carreteras en la ciudad de Lille, peón en los talleres de Hellemmes, zapatero, gerente de la taberna de la rue de Béthune, etc.
En la década de 1870, asistió al Círculo Republicano dirigido por Gustave Jonquet,  organización en la que militaría y en la que, terminaría siendo tesorero en 1880. En junio de 1881, en el transcurso de una conferencia, conoce a Jules Guesde, socialista  y miembro de la Comuna de París que editó  el periódico L'Égalité entre 1877 y 1883, y del que Delory  participó activamente en su distribución. Milita en la Federación de Trabajadores Socialistas de Francia, hasta que en el Congreso de Saint Étienne de 1882, se produce la escisión entre la minoría partidaria de Jules Guesde y Paul Lafargue, quien funda el Partido Obrero Francés (Parti ouvrier français), y la mayoría posibilista, que adopta temporalmente (hasta 1883) el nombre de Partido Obrero Socialista Revolucionario (Parti ouvrier socialiste révolutionnaire en francés). Delory seguiría a Guesde, llegando a ser, en 1884 el líder del partido en la región norte, quien organizó y desarrolló este en todo el departamento. 
En las elecciones municipales de 1896, coaligado con el partido radical, es elegido alcalde de Lille, sucediendo a Géry Legrand, y siendo por tanto, el tercer alcalde socialista en Francia. Estuvo en el cargo hasta 1904. En 1919 vuelve a ser elegido alcalde de Lille habiéndose presentado en la candidatura de la Sección francesa de la Internacional de los Trabajadores (SFIO), partido que a la postre sería el Partido Socialista Francés, permaneciendo en el cargo hasta 1925, elecciones en las que sale elegido, pero por cuestiones de salud, se ve obligado a ceder el puesto a Roger Salengro. El 11 de mayo de 1902 sale elegido diputado en la Asamblea Nacional Francesa, elección que ganaría en seis ocasiones hasta el 17 de agosto de 1925.
El 15 de junio de 1888 Gustave Delory encarga a Pierre Degeyter la musicalización del poema  La Internacional (L'Internationale) del poemario de Pierre Degeyter Cantos Revolucionarios, con el objetivo de ampliar el repertorio de la Lira de los Trabajadores (La Lyre des Travailleurs), coral del Partido Obrero Francés en la que él participaba. El resultado de esta iniciativa, fue  el himno La Internacional, pieza que se ha convertido en el himno obrero por excelencia. Este himno fue interpretada por primera vez, por la Lira de los Trabajadores, en la taberna La Liberté de la Rue de la Vignette de Lille. Este himno, tuvo tanta aceptación, que en 1889 fue adoptado como himno de la Segunda Internacional y, tiempo después, en el himno de la URSS, desde su creación en 1922 hasta 1944, en que, fue reemplazado por el último himno de este país, hasta que este se desintegró.
Gustave Delory murió el 17 de agosto de 1925, aquejado de una congestión pulmonar. Fue enterrado en el cementerio Sur de Lille.

## Hitos relevantes de la biografía
- 1888: pide a  Pierre Degeyter, que ponga música a un poema de Eugène Pottier que da origen a La Internacional.
- 1889: es nombrado director de la Imprimerie Ouvrière, rue de Fives.
- 1890  obtiene el puesto de Concejal de municipio electo. Es detenido en las manifestaciones del 1º de mayo de ese año.
- 1896: elegido por primera vez, en las elecciones municipales de mayo,  alcalde de Lille tras una coalición con los radicales.
- 1898: representa a la región  Norte  en el consejo nacional del Partido de los Trabajadores de Francia (nuevo nombre del Partido de los Trabajadores desde *1893). Participa en congresos nacionales e internacionales.
- 1900: es reelegido alcalde de Lille.
- 1902: es eligió el 3 º distrito de Lille. Volviendo a  ser reelegido en 1906, 1910, 1914.
- 1904: pierde la alcaldía de Lille, los radicales rechazan cualquier coalición.
- 1905: sigue siendo secretario general de la Federación del Norte. Se incorporó a la Comisión Administrativa Permanente (CAP) de la Sección Francesa de la Internacional de Trabajadores (SFIO).
- 1913: reelegido consejero general del cantón de Lille Norte-Este. Se convierte en vicepresidente del consejo general, cargo que utiliza durante la guerra para ayudar a la gente del Norte.
- 1916: es deportado a Holzminden, vuelve muy debilitado.
- 1919: elegido por primera vez de la lista socialista en las elecciones legislativas de noviembre. Elegido alcalde de Lille, regresó al cantón de Lille Norte-Este. Al año siguiente, confía a Émile Dubuisson la construcción del ayuntamiento.
- 1920: es elegido candidato socialista en las elecciones presidenciales de septiembre de 1920, obtuvo 69 votos contra Alexandre Millerand (elegido por 695 votos). Denunció a los bolcheviques, se niega claramente la adhesión a la III ª Internacional y falló a favor de la moción Blum en el Congreso de Tours.
- 1924: es nombrado cabeza de lista legislativa, obtiene la peor puntuación.
- 1925: es nombra cabecera de la lista municipal pero, enfermo, deja la plaza de alcalde a Roger Salengro.

## Mandatos y funciones
- 1896 - 1904: alcalde de Lille (en las listas del Partido Obrero Francés (POF) ), sucediendo Géry Legrand.
- 1919 - 1925: alcalde de Lille (en las listas de la Sección francesa de la Internacional de los Trabajadores (SFIO) )
- 11 de mayo de 1902 - 17 de agosto de 1925: diputado electo en el Norte (seis mandatos)